# 代書萬萬歲！
《代書萬萬歲！》 （日語：カバチタレ!）、《代書萬萬歲！！》 （日語：特上カバチ!!），是田島隆原作、東風孝廣作畫的作品，分別改編為兩部電視劇。

## 演員表

### 主要登場人物
田村希美 - 常盤貴子
榮田千春 - 深津繪里
田村優太 - 山下智久
大野勇 - 陣內孝則
宮城京子 - 篠原涼子
金田銀四郎 - 岡田義德
小原春奈 - 香里奈
長谷川幸男 - 岡田浩暉
重森寬治 - 田窪一世
加藤マキ - 伊藤さおり(北陽)
生田加壽子 - 小林聰美

### 收視率
| 集數   | 日文副標題 | 播放日期      | 收視率 |
| 第1話  |            | 2001年1月11日 | 21.4%  |
| 第2話  |            | 2001年1月18日 | 18.3%  |
| 第3話  |            | 2001年1月25日 | 19.9%  |
| 第4話  |            | 2001年2月1日  | 17.6%  |
| 第5話  |            | 2001年2月8日  | 18.7%  |
| 第6話  |            | 2001年2月15日 | 19.3%  |
| 第7話  |            | 2001年2月22日 | 18.4%  |
| 第8話  |            | 2001年3月1日  | 19.7%  |
| 第9話  |            | 2001年3月8日  | 20.7%  |
| 第10話 |            | 2001年3月15日 | 19.9%  |
| 最終話 |            | 2001年3月22日 | 18.3%  |

## 外部連結
- 叫她第一名 （页面存档备份，存于）